# Soldano
Soldano (Soudàn in ligure) è un comune italiano di 984 abitanti della provincia di Imperia in Liguria.

## Geografia fisica
Il borgo è situato nell'alta val Crosia e si sviluppa lungo le rive del torrente Verbone.

## Storia

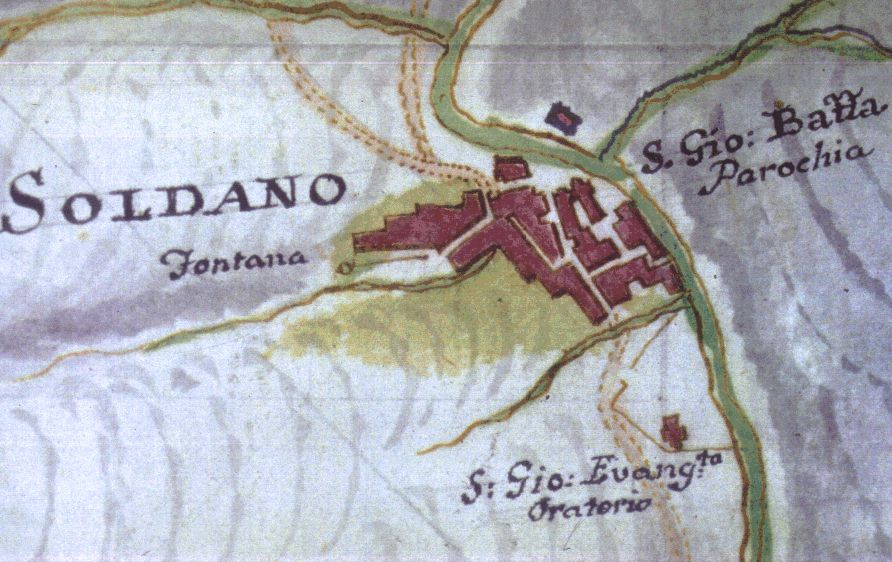
Soldano in una carta del 1754 del cartografo Matteo Vinzoni

La storia dell'abitato di Soldano è ripercorribile negli scritti di un contemporaneo, Fausto Amalberti, che nel 1984 ha pubblicato un articolo dal titolo Notizie storiche sull'abitato di Soldano, frutto di un'ampia consultazione degli atti esistenti presso l'Archivio di Stato di Genova.
L'origine del paese non è nota; tra le ipotesi formulate quella più ricorrente vuole che l'insediamento sia stato formato dal Comune di Ventimiglia con i prigionieri condotti dagli eventi bellici di Almería (1147) e Tortosa (1148): il toponimo Soldano sarebbe stato scelto dai fondatori per onorare il loro re (sultano). Altra ipotesi vuole che il paese sia stato fondato nel medioevo da una famiglia di profughi di Ventimiglia.
Secondo l'autore dell'articolo citato in epigrafe è più verosimile che il borgo sia stato fondato dagli abitanti di Ventimiglia e centri costieri limitrofi che si rifugiarono nell'entroterra per sfuggire alle scorrerie dei saraceni (anno 963). La parte più antica del centro abitato fu costruito con le caratteristiche della "fortificazione da difesa"; una filastrocca che si tramanda da tempo immemorabile racconta di una donna che, urtata durante la fuga, dichiarasse la propria resa... ad un concittadino che la seguiva (Sciù Türcu m'arendu! Mì nu m'arenderìa né pe tüti i Türchi d'a Barberìa).

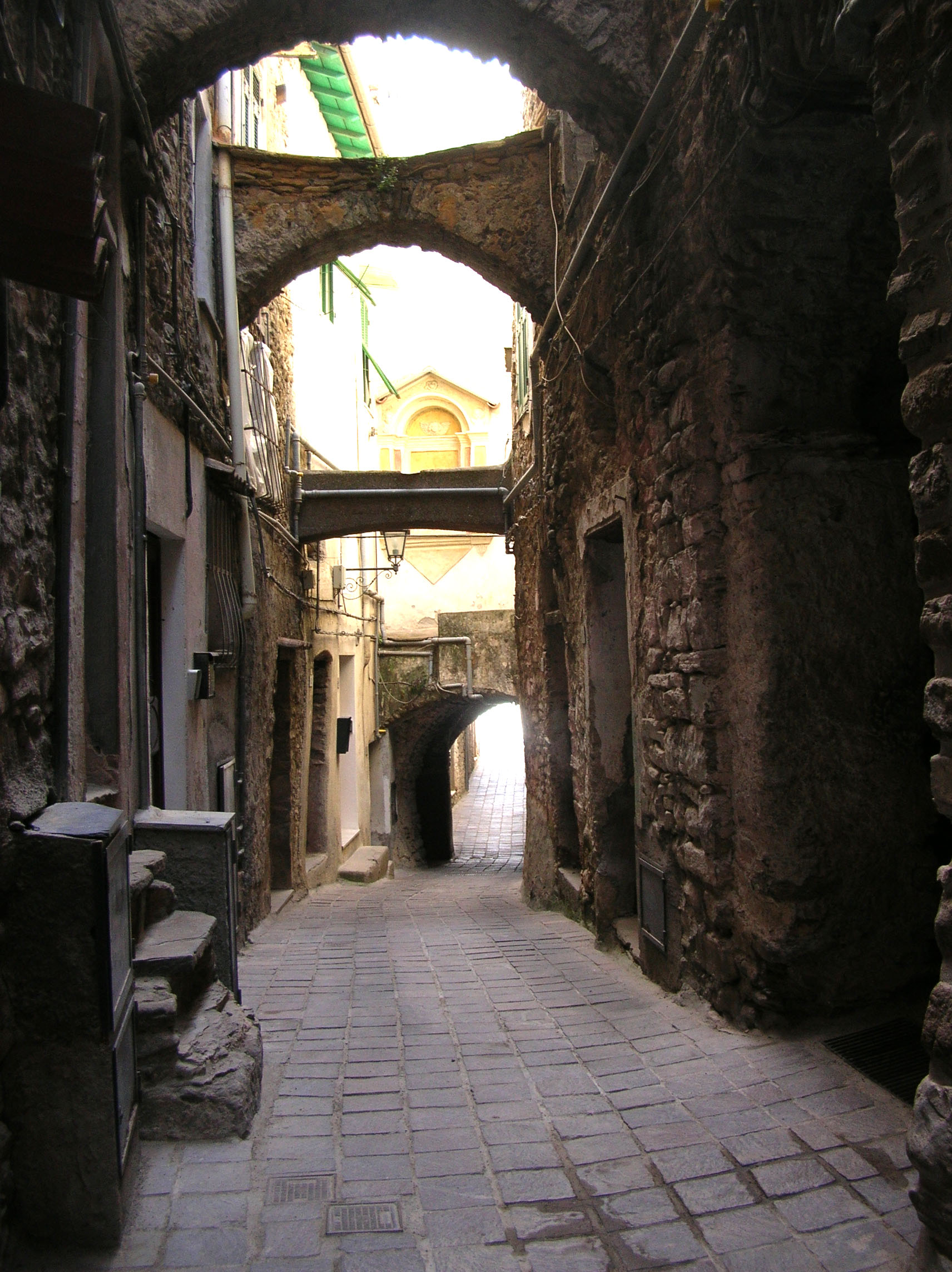
Un caruggio del centro storico

Dal mare, infatti, il paese è assolutamente nascosto e si può scorgere solo a pochi metri dall'insediamento; inoltre sono ancora presenti tracce di alcune porte fortificate che, insieme al vallo del torrente Verbone e del rio Fullavin, costituivano una valida difesa.
Correva l'anno 1257 (1º ottobre) quando fu sottoscritto il primo documento che attesta l'esistenza di Soldano: un atto notarile (di Giovanni Amandolesio) relativo alla vendita di una terra (positum ad castrun Soldanum loco ubi digitur in frenguel - l'attuale Ferenghè) da parte di Brunus de castro Soldano a Gandolfo Mossoto. Dalla stessa transazione si evince come all'epoca l'attività principale fosse costituita dall'agricoltura (...vendo, cedo et trado...peciam unam terre partim aggregatam ficum et vitium et aliarum arborum...).
Sono andati perduti i documenti che vanno dal XII al XV secolo a causa delle guerre locali che videro la contesa delle grandi famiglie degli Adorno, dei Fregoso, dei Grimaldi e dei Doria culminati nel sacco di Ventimiglia del 1526. Dal 1499 la voce "castro" scompare dai documenti ufficiali e lascia il posto a "villa" cioè di abitato aperto in contrapposizione al borgo ed al castello. Documenti ufficiali del 1487 denotano come a Soldano ci fosse già chi commerciava in panni, attività che si sarebbe perpetuata nei secoli seguenti.
Sempre in tale periodo compare l'indicazione del titolare del santo patrono (Giovanni Battista) ed è presumibile si riferisca all'antica chiesa sulla riva sinistra del torrente Verbone trasformata in abitazione sul finire dell'Ottocento. Fu costruita a più riprese "in proporzione che la popolazione veniva ad aumentare"; dalle notizie del paese raccolte da don Morscio di Dolceacqua (allora prevostro di Soldano) si apprende che sul portale di questa prima parrocchia era riportato l'anno 1594 "Questa Parrocchia ha sul battente il seguente millesimo 1594 supponendo che indichi il tempo della promulgazione come è verosimile, giacché prima (1556 nds) essendo piccola cappella non avea forse esso battente piuttosto che no maestoso ne verrebbe la primiera fondazione sarebbe anche più antica". Da notare che in quell'epoca gli abitati di Soldano, San Biagio e Vallecrosia Alta tra loro limitrofi erano considerati un'unica parrocchia ed il parroco (un canonico della cattedrale di Ventimiglia) celebrava nella "Chiesa di funzioni" dedicata a san Biagio ora chiesa del cimitero dell'omonimo paese. L'anno di promulgazione della parrocchia non era noto all'anziano parroco il quale riferisce come alcuni anziani, ancora viventi nei primi anni del XIX secolo, ricordassero l'obbligo di fornire alcune candele durante l'anno alla Chiesa Madre di San Biagio "in segno di ossequio e dell'antica dipendenza". La prima chiesa parrocchiale era fornita di una sacrestia ("sebbene poco decente"), di un campanile (le cui vestigia sono ancora presenti sul tetto dell'attuale abitazione) con tre "belle e mediocri" campane, un ostensorio ed un calice d'argento che sono tuttora conservati.

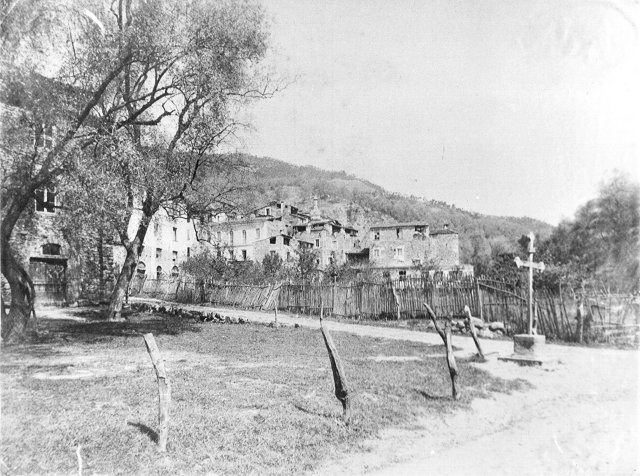
Soldano ai primi anni del Novecento

Il primo dato relativo agli abitanti è riportato in un manoscritto del 1629 dove Soldano compare con "43 fuochi" e "181 anime". Dai registri municipali dell'epoca si desume che i pagamenti si effettuassero in natura (olio di oliva); nel 1686 a causa delle forti gabelle imposte da Ventimiglia ("gabella della pinta" e gabella del pane") e del malcontento delle popolazioni limitrofe si assiste alla separazione delle otto "ville" ed all'istituzione della Magnifica Comunità degli Otto Luoghi che comprendeva gli insediamenti di Soldano, San Biagio, Vallecrosia, Camporosso (le cui rivendicazioni iniziarono nel 1673), Bordighera, Vallebona, Sasso e Borghetto San Nicolò. Tale separazione coincise con un lungo periodo di prosperità per l'ottima amministrazione locale e l'assenza di pesanti gabelle. La Magnifica Comunità cessò di esistere come soggetto politico nel 1797.
Alla metà del Settecento si assistette ad un mutamento anche del livello sociale e culturale del paese con l'istituzione di una scuola voluta da Gio. Bartolomeo Soldano che, con lascito testamentario, donò alla parrocchia terre e case con i proventi delle quali il prevosto ...celebri ogni anno trenta messe cantate per l'anima sua, di più debba far scuola alli ragazzi insegnandoli con carità a legere, scrivere et un pocco d'abbacco.

La frana del 1977 nella località Spuntun

Della metà del Settecento sono conservate alcune "carte" con le caratteristiche del paese sia in pianta che in prospettiva dove si rileva che il territorio abitato è superiore al nucleo storico primitivo. Infatti nei primi anni dell'Ottocento gli abitanti residenti sono 272 mentre nel 1838 erano circa 405 per un totale di 89 famiglie e 73 case fino al 1901 quando si contano 561 anime.
Con la dominazione napoleonica la comunità di Soldano rientrò nel cantone di Bordighera nella giurisdizione delle Palme, con Sanremo come capoluogo; nel 1803 passò nell'XI cantone della Roja nella giurisdizione degli Ulivi (capoluogo Oneglia). Dal 1805, con il passaggio della Repubblica Ligure nel Primo Impero francese, Soldano rientrò nel cantone bordigotto del Dipartimento delle Alpi Marittime. Fu annesso al Regno di Sardegna nel 1815 dopo il Congresso di Vienna del 1814, a seguito della caduta di Napoleone Bonaparte. Facente parte del Regno d'Italia dal 1861, dal 1859 al 1926 il territorio fu compreso nel I mandamento di Bordighera del circondario di Sanremo facente parte della provincia di Nizza (poi provincia di Porto Maurizio e, dal 1923, di Imperia).
Nel 1860 in seguito allo straripamento del torrente Verbone l'antica chiesa parrocchiale venne allagata e successivamente abbandonata procedendo alla costruzione dell'attuale parrocchiale in piazza San Giovanni Battista - detta Nuova - un tempo sede del cimitero.
Nel XX secolo varie sono le vicende amministrative: il 6 dicembre 1923 i comuni di San Biagio della Cima e Soldano vengono soppressi ed i loro territori uniti a quelli di Vallecrosia. Il 7 agosto 1925 Soldano è riconosciuto come comune autonomo e di nuovo il 15 aprile 1928 aggregato a San Biagio della Cima fino al 22 novembre 1946.
Nel 1944 fu occupato dalle truppe naziste che daranno alle fiamme molte case ed il 9 luglio contò due vittime civili: il panettiere intento al lavoro del forno per la popolazione fuggita nei rifugi di campagna ed un giovane ventenne che tentò di rientrare in paese per recuperare il denaro da utilizzare per la festa di san Luigi di cui era priore. Nell'ultimo secolo si assiste ad un mutamento dell'attività agricola a favore della vite e dei fiori; Soldano è tra i centri produttori del vino Rossese di Dolceacqua DOC.
Nel 1977 una frana in località Spuntun all'inizio del paese isolò il centro abitato per alcuni giorni e nel 2000 un'alluvione provocò ingenti danni fortunatamente solo alle cose.
Dal 1973 al 30 aprile 2011 ha fatto parte della Comunità montana Intemelia.

### Simboli
Gonfalone

## Monumenti e luoghi d'interesse

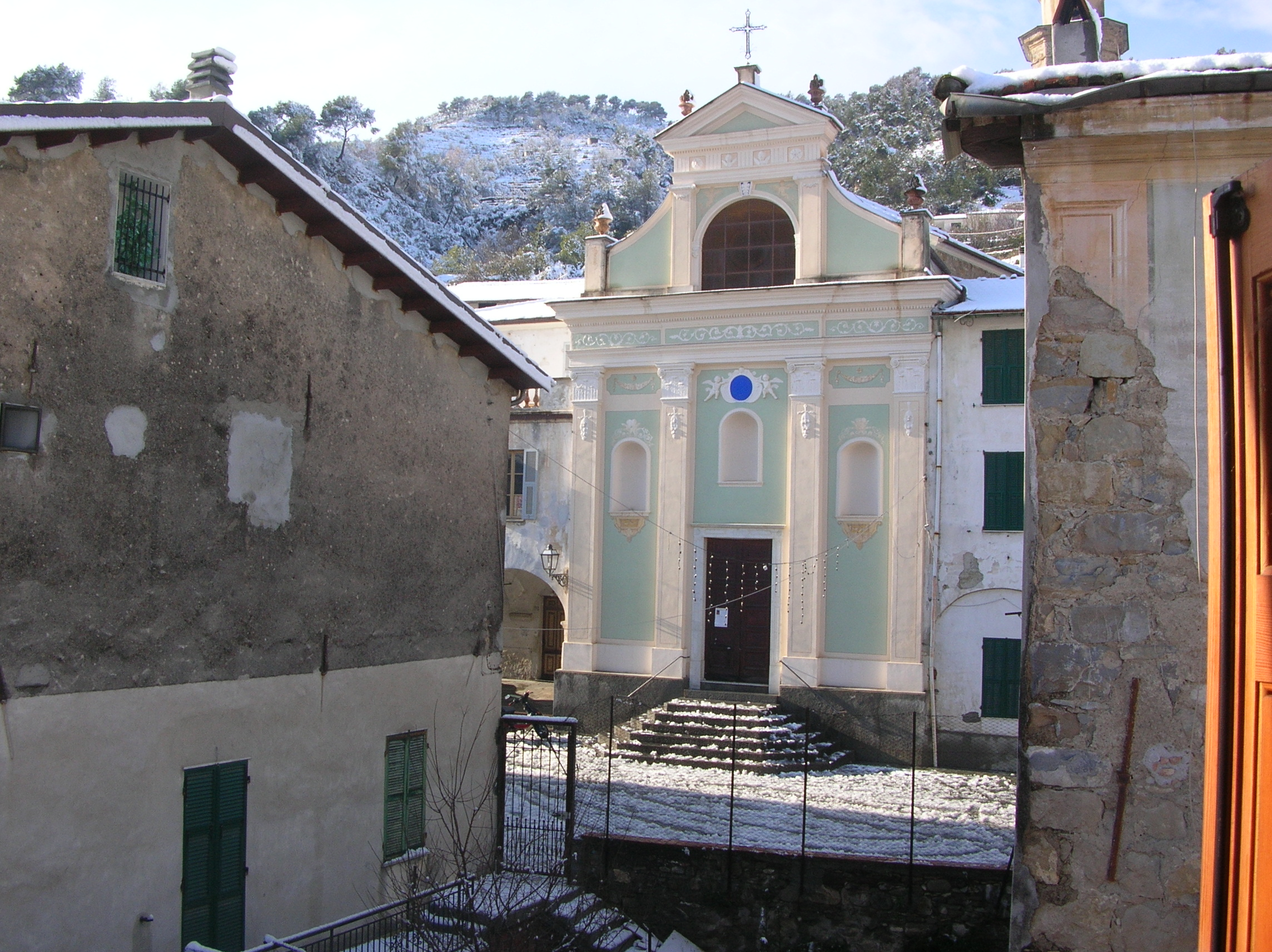
La chiesa parrocchiale di San Giovanni Battista nel centro storico soldanese

### Architetture religiose
- Chiesa parrocchiale di San Giovanni Battista, nel centro storico, costruita nel XV secolo, in stile barocco, conservante nel suo interno il cinquecentesco polittico raffigurante san Giovanni Battista, recentemente restaurato.
- Oratorio di San Giovanni Evangelista. Costruito nel Quattrocento, posto fuori le mura del paese e di dimensioni più piccole rispetto a quelle attuali, conserva il portale in pietra nera del 1594.
- Chiesetta di San Mauro, di probabile origine quattrocentesca, è situata sulla sponda sinistra del torrente Verbone tra le località di Mulino e Colareo. In origine era dedicata alla Madonna della Neve (Sancta Maria ad nives) e successivamente al santo compatrono Mauro abate.
- Santuario della Beata Vergine Maria del Monte Carmelo, ubicato fuori dell'abitato in regione Urià, fu già sede di una piccola cappella campestre dedicata alla Madonna del Carmine. La costruzione fu iniziata nel 1883 e terminata nel 1885, voluta e finanziata dalla popolazione al fine di ottenere la protezione della Madonna sugli oliveti che la circondano già colpiti dalla mosca olearia nella seconda metà del XIX secolo.

## Società

### Evoluzione demografica

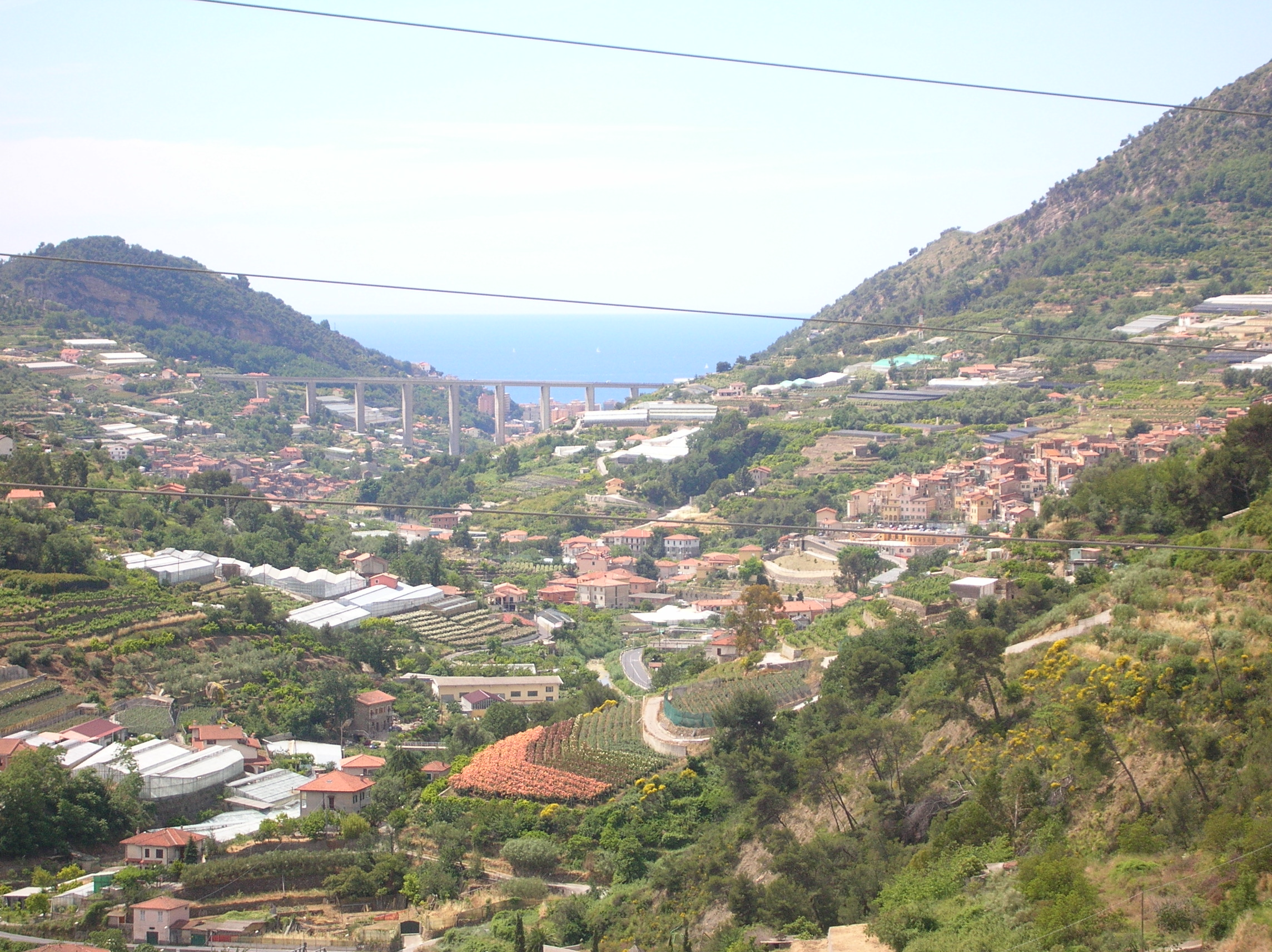
La vallata vista da Gomba

Abitanti censiti

### Etnie e minoranze straniere
Secondo i dati Istat al 31 dicembre 2019, i cittadini stranieri residenti a Soldano sono 101, così suddivisi per nazionalità, elencando per le presenze più significative:
1. Marocco, 27
2. Romania, 26

## Geografia antropica
Il territorio comunale è costituito dal solo capoluogo per una superficie territoriale di 3,47 km².
Confina a nord con il comune di Perinaldo, a sud con Vallecrosia, ad ovest con San Biagio della Cima, e ad est con Perinaldo e Vallebona.

## Economia
L'economia del paese gravita intorno alla produzione floreale tipica del ponente ligure, con coltivazioni di mimosa, diversi tipi di rose e ginestra. La principale fonte di introiti è però dovuta alla produzione vinicola (Rossese di Dolceacqua) e non è da dimenticare la meno vasta ma altresì importante coltura di ulivi.

## Infrastrutture e trasporti

### Strade
Il territorio comunale di Soldano è attraversato principalmente dalla strada provinciale 59 che permette il collegamento con Perinaldo, a nord, e San Biagio della Cima a sud.

## Amministrazione
| Periodo        | Periodo        | Primo cittadino   | Partito                                 | Carica  | Note   |
| -------------- | -------------- | ----------------- | --------------------------------------- | ------- | ------ |
| 31 maggio 1985 | 9 maggio 1989  | Ermanno Taggiasco | Partito Socialista Democratico Italiano | Sindaco | [ 16 ] |
| 9 maggio 1989  | 18 maggio 1990 | Renato Maccario   | Partito Socialista Italiano             | Sindaco |        |
| 10 maggio 1990 | 24 aprile 1995 | Sergio Marcenaro  | Partito Socialista Italiano             | Sindaco |        |
| 24 aprile 1995 | 14 giugno 1999 | Sergio Marcenaro  | lista civica di centro-sinistra         | Sindaco |        |
| 14 giugno 1999 | 14 giugno 2004 | Sergio Marcenaro  | lista civica                            | Sindaco |        |
| 14 giugno 2004 | 8 giugno 2009  | Antonio Fimmanò   | lista civica                            | Sindaco |        |
| 8 giugno 2009  | 26 maggio 2014 | Antonio Fimmanò   | Lista del leone (lista civica)          | Sindaco |        |
| 26 maggio 2014 | 26 maggio 2019 | Antonio Fimmanò   | Lista del leone (lista civica)          | Sindaco |        |
| 27 maggio 2019 | 10 giugno 2024 | Isio Cassini      | Lista del leone (lista civica)          | Sindaco |        |
| 10 giugno 2024 | in carica      | Antonio Fimmanò   | Lista del leone (lista civica)          | Sindaco |        |